# Luke Johnson
Luke Johnson (Leeds, 18 marzo 1994) è un tennista britannico.
Specialista del doppio, ha vinto tre titoli nel circuito maggiore e diversi altri nell'ATP Challenger Tour, ha raggiunto il 28º posto del ranking ATP nel luglio 2025.

## Carriera

### Tra gli juniores e nei tornei di College statunitensi
Si mette in luce tra gli juniores nazionali sia in singolare che in doppio e viene chiamato a rappresentare l'Inghilterra in competizioni per Under-18, mentre nell'ITF Junior Circuit disputa solo alcuni tornei e ne vince uno in doppio di categoria minore. Nel 2012 si trasferisce a studiare negli Stati Uniti e gioca il primo anno con la squadra di tennis dell'Università della Florida e i tre successivi per le Clemson Tigers della Clemson University. Continua a raccogliere alcuni discreti risultati in entrambe le specialità.

### 2012-2017, Inizi tra i professionisti e primi titoli ITF
Tra il 2012 e il 2014 fa anche le sue prime rare apparizioni tra i professionisti in tornei del circuito ITF. Inizia a giocare con continuità i tornei ITF nell'autunno 2016, dopo essersi laureato dagli Stati Uniti e nel 2017 vince i primi tre tornei ITF da professionista in doppio. Anche negli anni successivi si conferma più competitivo in doppio continuando a vincere tornei ITF. Il primo e unico titolo in singolare arriva nel 2021 in un torneo M15 statunitense.

### 2018-2022, vittorie nei tornei ITF ed esordio a Wimbledon
Tra il 2018 e il 2019 disputa i primi sei tornei dell'ATP Challenger Tour e vince un solo incontro. Fa inoltre il suo esordio nel circuito maggiore con una wild card al torneo di Wimbledon 2019, e in coppia con Evan Hoyt esce di scena al primo turno. Torna a giocare occasionalmente nei Challenger nel 2021 e disputa la prima semifinale, l'anno dopo dirada le presenze nei tornei ITF, gioca più tornei Challenger e raggiunge altre quattro semifinali. Nel gennaio 2023 gioca il suo ultimo torneo ITF e lascia il circuito dopo aver vinto 21 titoli in doppio e uno in singolare.

### 2023, primi titoli Challenger e 117º nel ranking
Nel 2023 inizia a giocare in coppia con Sem Verbeek, a febbraio fa il suo ingresso nella top 200 del ranking ATP e subito dopo disputa la sua prima finale Challenger al Tenerife III, persa contro Andrew Harris / Christian Harrison	per [8-10] nel set decisivo. A fine mese vincono il loro primo titolo Challenger a Rome superando in finale Gabriel Décamps / Alex Rybakov per 6-2, 6-2. A maggio vince all'Oeiras Challenger II l'ultimo torneo giocato in coppia con Verbeek.
A giugno sfiora il primo successo nel circuito ATP, quando in coppia con Julian Cash viene sconfitto per 12-14 nel set decisivo al primo turno dei Queen's Club Championships. Riprende l'ascesa in classifica a settembre vincendo l'Istanbul Challenger con il nuovo compagno Skander Mansouri. Nel giro di un mese si impongono anche nei Challenger di Charleston e Tiburon e Johnson chiude la stagione con il nuovo miglior ranking al 117º posto mondiale.

### 2024, primo titolo ATP, sette titoli Challenger e top 60
Nel gennaio 2024 vince in doppio con Mansouri due Challenger consecutivi al Nonthaburi III e soprattutto al BW Open, il suo primo titolo di categoria Challenger 125, successo che gli vale l'ingresso nella top 100, in 83ª posizione. Continua l'ascesa nel ranking in primavera, raggiungono tre finali Challenger consecutive vincendo quella del Roma Open e quella al Challenger 175 dell'Open du Pays d'Aix. Entrano per la prima volta nel tabellone principale di un torneo del Grande Slam per diritto di classifica al Roland Garros; consegue la sua prima vittoria nel circuito maggiore sconfiggendo all'esordio Romain Arneodo / Sam Weissborn ed escono di scena al secondo turno. A fine torneo Johnson sale al 64º posto mondiale.
Cambia diversi partner per i tornei sull'erba, a Wimbledon gioca con Sriram Balaji ed escono sconfitti al primo turno. Vince i Challenger 125 del Porto Open e del Saint-Tropez Open in coppia con Sander Arends, mentre esce al primo turno al suo esordio agli US Open. Sempre con Arends gioca i tornei 250 di Anversa e Metz, raggiungono le semifinali nel primo e trionfano a Metz avendo la meglio su Pierre-Hugues Herbert / Albano Olivetti con il punteggio di 6-4, 3-6, [10-3], Johnson vince così il suo primo torneo della carriera nel circuito maggiore. Chiude la stagione vincendo il Challenger 75 All in Open in coppia con Lucas Miedler e portando il miglior ranking alla 58ª posizione.

### 2025, due titoli ATP, quarti di finale al Roland Garros e top 30
Continua a giocare con Arends nel 2025 e all'esordio stagionale vincono l'ATP 250 dell'Hong Kong Open superando in finale Karen Chačanov / Andrej Rublëv per 7-5, 4-6, [10-7]. Continua l'ascesa raggiungendo il secondo turno agli Australian Open e la semifinale all'Open Sud de France. Tornano a vincere un Challenger ad aprile al Monza Open. La settimana successiva si aggiudicano il prestigioso Barcelona Open, primo titolo per entrambi in un torneo ATP 500, con la vittoria in finale su Joe Salisbury / Neal Skupski per 6-3, 6-7, [10-6]; a fine torneo Johnson sale alla 40ª posizione mondiale. Salgono ancora in classifica con i quarti di finale raggiunti all'Hamburg European Open e soprattutto al Roland Garros, i primi in una prova del Grande Slam. Si rompe un polso durante un match di qualificazione ai Queen's Club Championships e deve osservare un periodo di inattività. Nonostante non prenda parte a Wimbledon, a luglio porta il miglior ranking alla 28ª posizione mondiale.

## Statistiche
Aggiornate al 21 luglio 2025.

### Doppio

#### Vittorie (3)
| Legenda doppio       |
| Grande Slam (0)      |
| ATP Finals (0)       |
| ATP Masters 1000 (0) |
| ATP Tour 500 (1)     |
| ATP Tour 250 (2)     |

| N. | Data            | Torneo                     | Superficie  | Compagno      | Avversari in Finale                   | Punteggio           |
| 1. | 9 novembre 2024 | Moselle Open, Metz         | Cemento (i) | Sander Arends | Pierre-Hugues Herbert Albano Olivetti | 6–4, 3–6, [10–3]    |
| 2. | 5 gennaio 2025  | Hong Kong Open, Hong Kong  | Cemento     | Sander Arends | Karen Chačanov Andrej Rublëv          | 7–5, 4–6, [10–7]    |
| 3. | 20 aprile 2025  | Barcelona Open, Barcellona | Terra rossa | Sander Arends | Joe Salisbury Neal Skupski            | 6-3, 6(1)-7, [10-6] |

### Tornei minori

#### Singolare

##### Vittorie (1)
| Legenda                 |
| ATP Challenger Tour (0) |
| ITF (1)                 |

#### Doppio

##### Vittorie (20)
| Legenda                  |
| ATP Challenger Tour (11) |
| ITF (9)                  |

| N.  | Data              | Torneo                                | Superficie  | Compagno         | Avversari in finale                                 | Punteggio           |
| 1.  | 25 febbraio 2023  | Georgia's Rome Challenger, Rome       | Cemento (i) | Sem Verbeek      | Gabriel Décamps Alex Rybakov                        | 6-2, 6-2            |
| 2.  | 19 maggio 2023    | Oeiras Challenger II, Oeiras          | Terra rossa | Sem Verbeek      | Jaime Faria Henrique Rocha                          | 6(6)-7, 7-5, [10-6] |
| 3.  | 9 settembre 2023  | Istanbul Challenger, Istanbul         | Cemento     | Skander Mansouri | Sander Arends Aisam-ul-Haq Qureshi                  | 7-6(3), 6-3         |
| 4.  | 30 settembre 2023 | LTP Men's Open, Charleston            | Cemento     | Skander Mansouri | Nicholas Bybel Oliver Crawford                      | 6-4, 6-4            |
| 5.  | 7 ottobre 2023    | Tiburon Challenger, Tiburon           | Cemento     | Skander Mansouri | William Blumberg Luis David Martínez                | 6-2, 6-3            |
| 6.  | 20 gennaio 2024   | Nonthaburi Challenger III, Nonthaburi | Cemento     | Skander Mansouri | Rithvik Choudary Bollipalli Niki Kaliyanda Poonacha | 7-5, 6-4            |
| 7.  | 27 gennaio 2024   | BW Open, Ottignies-Louvain-la-Neuve   | Cemento (i) | Skander Mansouri | Sander Arends Sem Verbeek                           | 7-5, 6-3            |
| 8.  | 27 aprile 2024    | Roma Open, Roma                       | Terra rossa | Skander Mansouri | Lorenzo Rottoli Samuel Vincent Ruggeri              | 6-2, 6-4            |
| 9.  | 4 maggio 2024     | Open du Pays d'Aix, Aix-en-Provence   | Terra rossa | Skander Mansouri | Diego Hidalgo Cristian Rodríguez                    | 6-3, 6-3            |
| 10. | 4 agosto 2024     | Porto Open, Porto                     | Cemento     | Sander Arends    | Ramkumar Ramanathan Joshua Paris                    | 6-3, 6-2            |
| 11. | 22 settembre 2024 | Saint-Tropez Open, Saint-Tropez       | Cemento     | Sander Arends    | André Göransson Sem Verbeek                         | 3-6, 6-3, [10-4]    |
| 12. | 16 novembre 2024  | All in Open, Lione                    | Cemento (i) | Lucas Miedler    | Sergio Martos Gornés David Pichler                  | 6-1, 6-2            |
| 13. | 12 aprile 2025    | Monza Open, Monza                     | Terra rossa | Sander Arends    | Filippo Romano Jacopo Vasamì                        | 6-1, 6-1            |